# Wilck

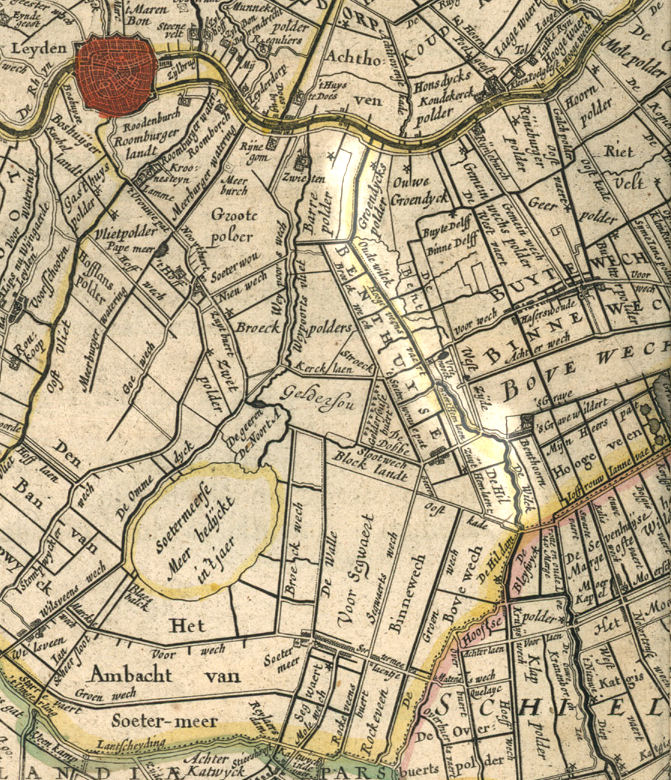
De loop van de Wilck op een kaart uit de Atlas Maior van Blaeu, 1665

De Wilck is een voormalig veenriviertje in de Nederlandse provincie Zuid-Holland dat de Rotte bij Moerkapelle met de Oude Rijn verbond via de Hildam.
Het riviertje bestond vermoedelijk al in de Romeinse Tijd. Door overstroming en droogvallen van land ontstond er een moerassig gebied waar een veenlaag uit ontstond. In 1759 werd de Wilck drooggelegd.
Het natuurgebied De Wilck herinnert nog aan het riviertje.